# Robert H. MacArthur
Robert H. MacArthur (Robert Helmer MacArthur; * 7. April 1930 in Toronto; † 1. November 1972) war ein US-amerikanischer Ökologe, der bedeutende Leistungen auf den Gebieten der Ökologie der Lebensgemeinschaften, der Populationsökologie und der Theoretischen Biologie erbracht hat. Als Student von George Evelyn Hutchinson spielte er eine bedeutende Rolle bei der Entwicklung der Theorien über Ökologische Nischen. Gemeinsam mit Edward O. Wilson verfasste er The Theory of Island Biogeography (vgl. Inselbiogeographie), eine Arbeit, die das Gebiet der Biogeographie maßgeblich beeinflusste, die Ökologie der Lebensgemeinschaften außerordentlich voranbrachte und schließlich zur Entwicklung der modernen Landschaftsökologie führte. Die Betonung der Statistischen Tests als Methode innerhalb seines Werkes trug dazu bei, die Ökologie von einer primär ideografischen zu einer nomothetischen Wissenschaft zu entwickeln, was der Entwicklung der Theoretischen Ökologie wichtige Impulse verlieh. 1962 wurde MacArthur in die American Academy of Arts and Sciences gewählt, 1969 in die National Academy of Sciences.

## Veröffentlichungen
- mit Edward O. Wilson: An equilibrium theory of insular zoogeography. In: Evolution. 17, 1963, S. 373–387
- mit Joseph H. Connell: The Biology of Populations. Wiley, 1966
  - Biologie der Populationen. BLV-Verlagsgesellschaft, München/Basel/Wien 1970, ISBN 3-405-10883-7
- mit Edward O. Wilson: The Theory of Island Biogeography. Princeton University Press, 1967
  - Biogeographie der Inseln. Goldmann, München 1971, ISBN 3-442-55014-9
- Geographical Ecology. Harper and Row, 1972